# 154. Division
Die 154. Division sind folgende militärische Einheiten auf Ebene der Division:

## Infanterie-Divisionen
- 154. Feldausbildungs-Division
- 154. Infanterie-Division (Wehrmacht)
- 154ª Divisione fanteria “Murge”
- 154. Division (Japanisches Kaiserreich), Küstenverteidigungsdivision, aufgestellt im Februar 1945
- 154. Schützendivision (Sowjetunion), 1941 bei 21. Armee (Rote Armee)